# Sander Vereijken
Sander Vereijken (Helmond, 5 april 1997) is een Nederlands voetballer die als aanvaller voor Helmond Sport speelt.

## Carrière
Sander Vereijken speelde in de jeugd van RKPVV en RKSV Mierlo-Hout. Na een jaar bij amateurclub VV Gemert tekende hij in 2019 een contract tot medio 2021 bij Helmond Sport. Hij debuteerde in de Eerste divisie op 9 augustus 2019, in de met 1-1 gelijkgespeelde thuiswedstrijd tegen FC Volendam. Hij begon in de basisopstelling en werd in de 66e minuut vervangen door Daan Ibrahim.

### Statistieken
| Seizoen                        | Club           | Land           | Competitie     | Competitie | Competitie | Beker | Beker | Totaal | Totaal |
| Seizoen                        | Club           | Land           | Competitie     | Wed.       | Dlp.       | Wed.  | Dlp.  | Wed.   | Dlp.   |
| ------------------------------ | -------------- | -------------- | -------------- | ---------- | ---------- | ----- | ----- | ------ | ------ |
| 2019/20                        | Helmond Sport  | Nederland      | Eerste divisie | 1          | 0          | 0     | 0     | 1      | 0      |
| Carrièretotaal                 | Carrièretotaal | Carrièretotaal | Carrièretotaal | 1          | 0          | 0     | 0     | 1      | 0      |
| Bijgewerkt op 10 augustus 2019 |                |                |                |            |            |       |       |        |        |